# 25082 Williamhodge
25082 Williamhodge è un asteroide della fascia principale. Scoperto nel 1998, presenta un'orbita caratterizzata da un semiasse maggiore pari a 2,7633244 UA e da un'eccentricità di 0,2135787, inclinata di 1,75377° rispetto all'eclittica.